# Скойка

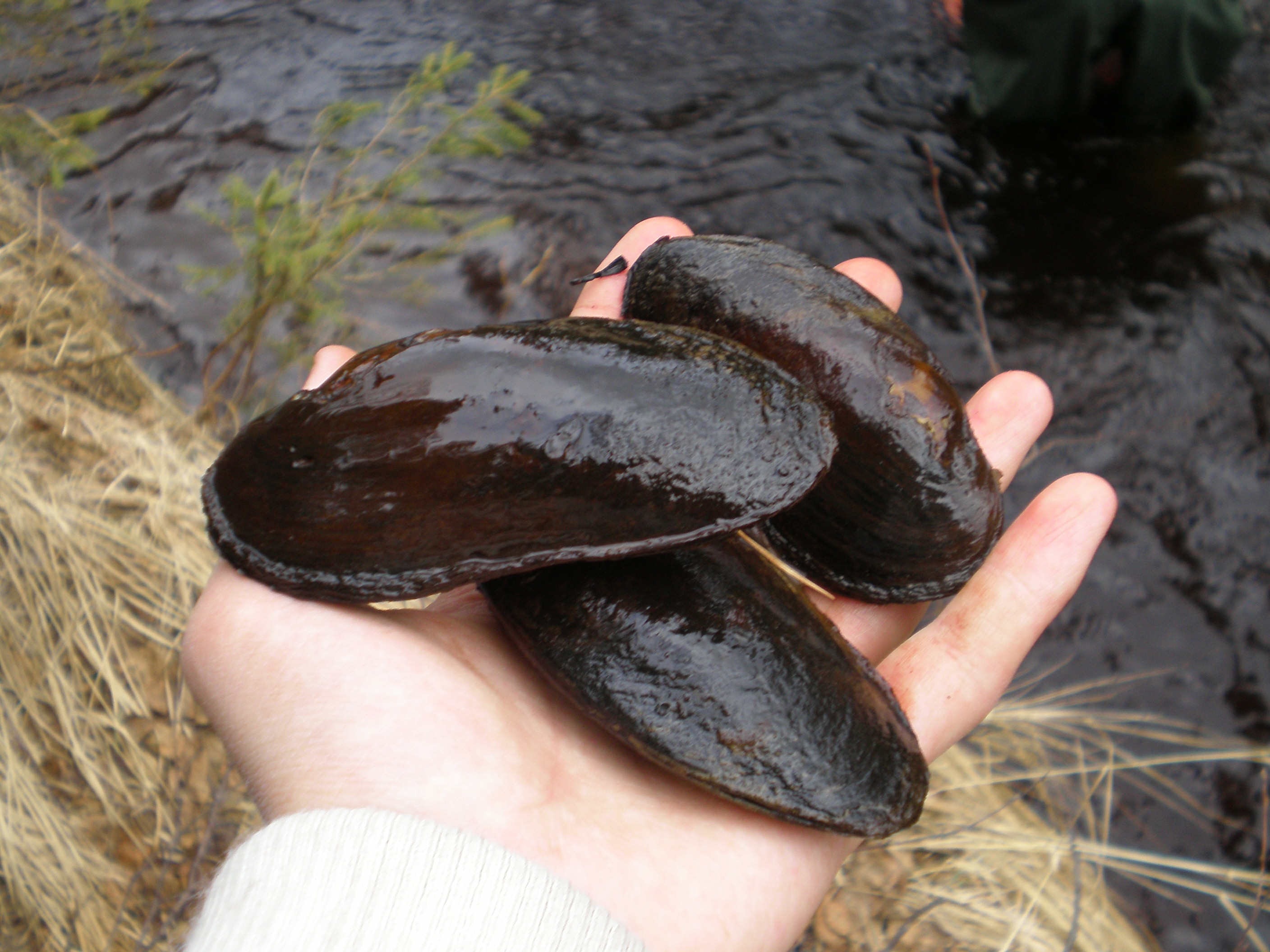
перлівниця звичайна

Перлівниця (Margaritifera) — рід двостулкових молюсків родини перлівницевих (Margaritiferidae).